# Гас Маркер
Гас Маркер (англ. Gus Marker; 1 серпня 1905, Ветаскивин — 7 жовтня 1997, Кінгстон) — канадський хокеїст, що грав на позиції правого нападника.

## Ігрова кар'єра
Професійну хокейну кар'єру розпочав 1928 року.
Протягом професійної клубної ігрової кар'єри, що тривала 15 років, захищав кольори команд «Детройт Ред-Вінгс», «Монреаль Марунс», «Торонто Мейпл-Ліфс», «Бруклін Амеріканс», «Спрінгфілд Індіанс» та «Детройт Олімпікс».

## Нагороди та досягнення
- Володар Кубка Стенлі — 1935 в складі «Монреаль Марунс».

## Статистика
| Сезон        | Клуб                 | Ліга         | Регулярний сезон | Регулярний сезон | Регулярний сезон | Регулярний сезон | Регулярний сезон | Плей-оф | Плей-оф | Плей-оф | Плей-оф | Плей-оф |
| Сезон        | Клуб                 | Ліга         | І                | Г                | П                | О                | ШХ               | І       | Г       | П       | О       | ШХ      |
| ------------ | -------------------- | ------------ | ---------------- | ---------------- | ---------------- | ---------------- | ---------------- | ------- | ------- | ------- | ------- | ------- |
| 1932—1933    | «Детройт Ред-Вінгс»  | НХЛ          | 15               | 1                | 1                | 2                | 8                |         |         |         |         |         |
| 1933—1934    | «Детройт Ред-Вінгс»  | НХЛ          | 7                | 1                | 0                | 1                | 0                | 3       | 0       | 0       | 0       | 2       |
| 1934—1935    | «Монреаль Марунс»    | НХЛ          | 42               | 11               | 4                | 15               | 18               | 7       | 1       | 1       | 2       | 4       |
| 1935—1936    | «Монреаль Марунс»    | НХЛ          | 47               | 7                | 12               | 19               | 10               | 3       | 1       | 0       | 1       | 2       |
| 1936—1937    | «Монреаль Марунс»    | НХЛ          | 48               | 10               | 12               | 22               | 22               | 5       | 0       | 1       | 1       | 0       |
| 1937—1938    | «Монреаль Марунс»    | НХЛ          | 48               | 9                | 15               | 24               | 35               |         |         |         |         |         |
| 1938—1939    | «Торонто Мейпл-Ліфс» | НХЛ          | 43               | 9                | 6                | 15               | 11               | 10      | 2       | 2       | 4       | 0       |
| 1939—1940    | «Торонто Мейпл-Ліфс» | НХЛ          | 42               | 10               | 9                | 19               | 15               | 10      | 1       | 3       | 4       | 23      |
| 1940—1941    | «Торонто Мейпл-Ліфс» | НХЛ          | 27               | 4                | 5                | 9                | 10               | 7       | 0       | 0       | 0       | 5       |
| 1941—1942    | «Бруклін Амеріканс»  | НХЛ          | 17               | 2                | 5                | 7                | 2                |         |         |         |         |         |
| Усього в НХЛ | Усього в НХЛ         | Усього в НХЛ | 336              | 64               | 69               | 133              | 133              | 45      | 5       | 7       | 12      | 36      |